# Stenfrö
Stenfrö (Lithospermum officinale) är en växtart i släktet stenfrön och familjen strävbladiga växter.

## Beskrivning
Stenfrö är en ört som blir mellan 30 och 80 centimeter hög. Den har en upprätt, strävhårig stjälk som är förgrenad i övre delen. De lansettlika, spetsiga bladen sitter strödda, och i grenspetsarna bildas små, gulvita blommor med långa stödblad. Kronan är 3 till 4 millimeter bred, med fem flikar. Frukten är fyrdelad och sitter i bladhörnen. De karakteristiska delfrukterna är omkring 3 millimeter stora och mycket hårda.

## Habitat
Stenfrö är kalkgynnad och förekommer därför främst i kalkrika områden. Den föredrar halvöppna till öppna platser och växer framför allt i strandsnår, på grusig och stenig mark.

## Utbredning
Stenfrö återfinns i ett sammanhängande band från Västeuropa till Kina. I Norden är den sällsynt; i Sverige förekommer den i landets södra delar upp till Gästrikland. Den har gått tillbaka i flera landskap och är helt försvunnen i Blekinge och Halland;  på västra Öland är den däremot relativt vanlig. Den totala populationen i Sverige är emellertid liten, eftersom växtlokalerna ofta innehåller få individer och antalet lokaler är begränsat.
Stenfröet har även med människans hjälp spridit sig till Nordamerika.

## Användning
Stenfröets blad har använts som tesurrogat, så kallat böhmiskt te.